# Видяев, Иван Григорьевич
Ива́н Григо́рьевич Видя́ев (1 мая 1909, эрзянское село Степная Шентала, Самарская губерния — 16 декабря 1970, Саранск) — драматический актёр, эрзянин.

## Биография
Родился в крестьянской семье. В 1935—1938 годах учился в драматической студии при Доме художественной самодеятельности Москвы (актёрскому мастерству — у Ф. Н. Каверина). Некоторое время работал в джазе И. О. Дунаевского и в Московском драматическом театре.
В 1938—1940 годах — актёр Мордовского драматического театра (Саранск), затем работал в Кинешме (Костромская область) и Москве. С 1942 года — актёр и заместитель директора, в 1946—1950 — директор Республиканского колхозно-совхозного театра (Ардатов).
В 1950—1953 годах работал в Кизеле, затем в Краснокамске (Пермская область). С 1953—1959 и с 1960 года — актёр и заместитель директора Саранского театра драмы (в 1959—1960 годы временно возглавлял Мордовский ансамбль песни и танца).
В последние годы жизни был директором Дома актёра Мордовского отделения ВТО, руководил драматическим коллективом на Саранском заводе медицинских препаратов, уделял много внимания и заботы самодеятельным театральным коллективам и народным театрам республики.
Похоронен в Саранске.

### Семья
Дочь — Инна Ивановна Видяева; сын — Александр Иванович Видяев.

## Творчество

### Избранные роли в театре
- Незнамов; Миловзоров — «Без вины виноватые» А. Н. Островского
- Андрей Белугин — «Женитьба Белугина» А. Н. Островского
- Николай — «Поздняя любовь» А. Н. Островского
- Разлюляев — «Бедность не порок» А. Н. Островского
- Вурм; фон Кольб — «Коварство и любовь» Ф. Шиллера
- Фабрицио — «Хозяйка гостиницы» К. Гольдони
- «Русские люди» К. М. Симонова
- «Жди меня» К. М. Симонова
- «Голос Америки» К. М. Симонова
- «Раскинулось море широко» Вс. Вишневского
- «Падь серебряная» Н. Ф. Погодина
- «Платон Кречет» А. Е. Корнейчука
- «Слава» В. М. Гусева
- П.Атякшин — «Верность солдата» И.Антонова (Республиканский колхозно-совхозный театр)
- Мурза — «Литова» П. С. Кириллова (Мордовский драматический театр)

## Награды
- Медаль «За доблестный труд в Великой Отечественной войне 1941—1945 гг.» (Указ Президиума Верховного Совета СССР от 6.6.1945)[источник не указан 3489 дней]